# الشريط الجنسي (فلم 2018)
الشريط الجنسي (بالفرنسية: À genoux les gars) هو فيلم كوميدي فرنسي صدر سنة 2018 من إخراج أنطوان ديزروزييرس.
 عُرض الفيلم لأول مرّة في قسم جائزة نظرة ما في مهرجان كان السينمائي.

تلقى الفيلم مراجعات مختلطة حيثُ قالت الناقدة السينمائية ليزا نيسيلسون: «الفيلم لا يقدر بثمن! لقد تحدث المخرج وبوضوح عمّا ما يمكن القيام به حيال التحرش الجنسي» على عكس تود مكارثي الذي كتب في هوليوود ريبورتر: «الفيلم عبارة عن كتلة صلبة من الحقيقة ملفوفة في حزمة من الابتذال!»

## طاقم التمثيل
- سعاد أرسان في دور ياسمينة[7]
- إيناس شانتي في دور ريم[8]
- لبنى أبيضار في دور الأم

## روابط خارجية
- مقالات تستعمل روابط فنية بلا صلة مع ويكي بيانات